# Köterberg
Köterberg is een plaats in de Duitse gemeente Lügde, deelstaat Noordrijn-Westfalen, en telt volgens de gemeentelijke website 66 inwoners (2020). Het dorp ligt aan de voet van de gelijknamige heuvel, die met 495,8 meter het hoogste punt van de Kreis Lippe is.
De Köterberg is tevens de hoogste heuvel van de Kreis Lippe, waaronder de gemeente Lügde valt. Vanuit het dorp loopt een korte maar steile weg met een stijgingspercentage van 14% naar de top van de Köterberg.
Op de top van de Köterberg staat sinds 1971 een 100 meter hoge telecommunicatietoren, die vanuit de wijde omtrek zichtbaar is. Vanaf de top van de Köterberg heeft men een grotendeels vrij uitzicht op de omgeving. Bij helder weer is in oostelijke richting het Harzgebergte en de berg Brocken zichtbaar, in westelijke richting het Teutoburgerwald. Op de top bevindt zich tevens het restaurant Köterberghaus.
De top van de Köterberg is in de zomermaanden een zeer bekende ontmoetingsplek voor motorrijders uit de omgeving. Op mooie zomerdagen wordt de berg door honderden motorrijders bezocht, wat voor de dorpsbewoners regelmatig tot overlast en irritatie leidt.

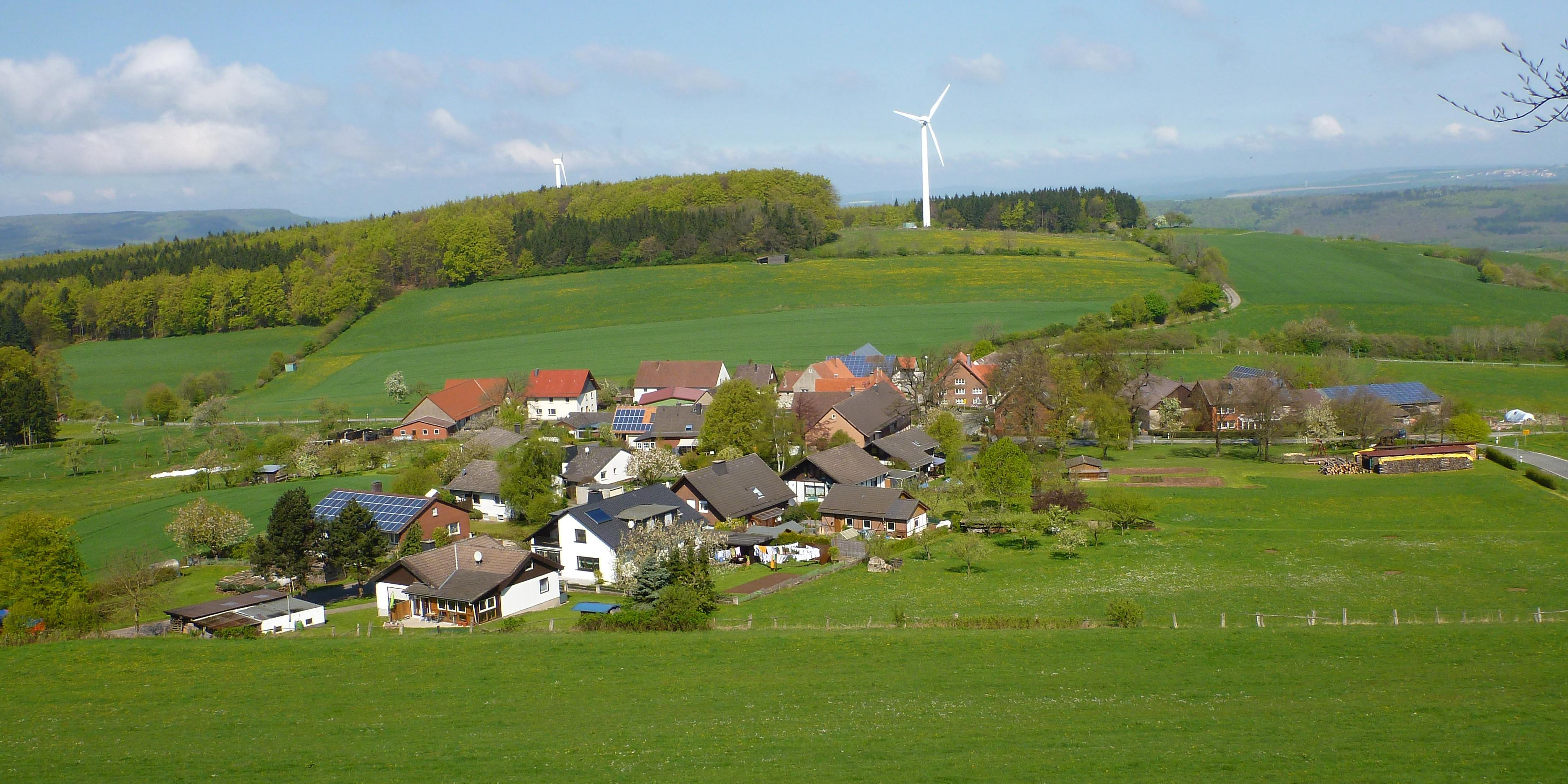
Gezicht op Köterberg (1)
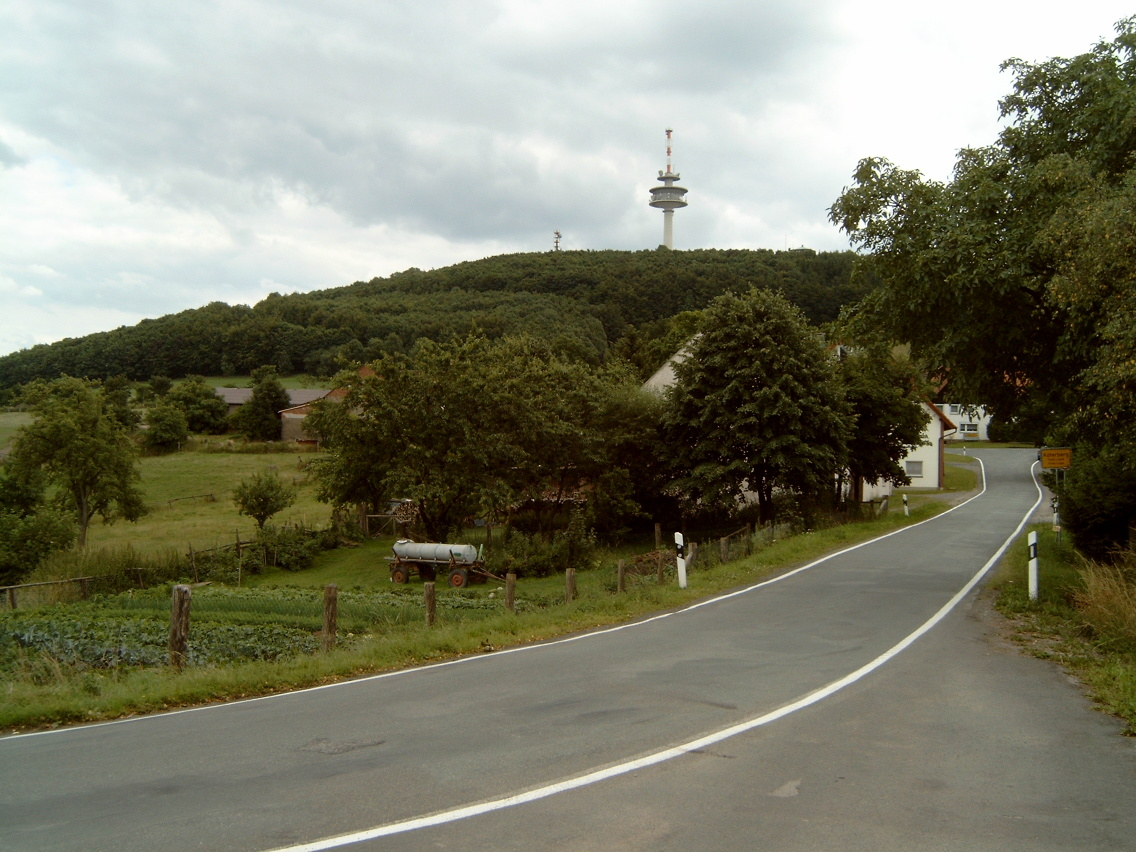
Gezicht op Köterberg (2)